# Cantonul Cadalen
Cantonul Cadalen este un canton din arondismentul Albi, departamentul Tarn, regiunea Midi-Pyrénées, Franța.

## Comune
| Comune             | Populație (1999) | Cod poștal | Cod INSEE |
| ------------------ | ---------------- | ---------- | --------- |
| Aussac             | 276              | 81600      | 81020     |
| Cadalen            | 1.492            | 81600      | 81046     |
| Fénols             | 228              | 81600      | 81090     |
| Florentin          | 674              | 81150      | 81093     |
| Labessière-Candeil | 728              | 81300      | 81117     |
| Lasgraisses        | 436              | 81300      | 81138     |
| Técou              | 935              | 81600      | 81294     |